# Antichrèse
En droit des sûretés, l'antichrèse est un droit de gage immobilier avec dépossession.

## Droit français
Le gage immobilier, anciennement appelé antichrèse, est une sûreté réelle immobilière, contrat par lequel un débiteur remet un immeuble lui appartenant à un créancier pour garantir l'exécution d'une obligation. Le bénéficiaire de la garantie peut cependant lui louer la chose sans quoi cette sûreté demeure peu attractive.

## Droit louisianais
Le droit louisianais avait jusqu'en 2015 une disposition législative sur l'antichrèse dans son Code civil, mais cette disposition a été abrogée.

## Droit québécois
Dans le Code civil du Bas-Canada, l'antichrèse était régie par l'article 1967 C.c.B.C. Toutefois, ce terme a disparu lors de l'adoption du Code civil du Québec en 1994.

## Droit suisse
Selon le principe du numerus clausus des droits réels, l’antichrèse est proscrite en droit suisse.